# Жак Раво
Жак Раво (на френски: Jacques Ravaud) е френски писател, автор на произведения в жанровете криминален роман и исторически трилър. Пише под псевдонима Жак Равен (на френски: Jacques Ravenne).

## Биография и творчество
Жак Раво е роден на 20 октомври 1964 г. във Франция.
Преди да почне да пише работи като преподавател по литература. Като специалист по литературна генетика, работи върху ръкописите на Пол Валери, Ив Бонфуа, Нервал и Маларме, към Института за модерна текстове и ръкописи и Фондация „Юго“ към Френския колеж. Член е на групата „Лигата на въображението“.
Жак Раво е майстор масон и пише хумористични текстове за френското списание „Франкмасон“.
От 2004 г., в съавторство с писателя Ерик Джакомети, пише криминални романи за приключенията на полицейския комисар Антоан Марка. Първият роман „Ритуалът на мрака“ от поредицата е публикуван през 2005 г. Полицейският комисар, който е майстор масон от масонската ложа Великият Ориент на Франция, разследва убийството на архиваря на ложата заедно с партньорката си Жад Зевински. Сблъсквайки се с безпощадните убийци от окултното нацистко движение – „Туле“, те трябва да проникнат зад кулисите на тайното общество и да научат удивителни истини за Третия райх.
Жак Раво живее със семейството си в Лот.

## Произведения

### Серия „Антоан Марка“ (Antoine Marcas) – сЕрик Джакомети
- In Nomine (2010) – предистория на поредицата, развиваща се 7 години преди първият случай, описваща кариерата на комисар Марка и свързването му с масонството

1. Le Rituel de l'ombre (2005)
Ритуалът на мрака, изд.: ИК „Милениум“, София (2009), прев. Гергана Соколова
2. Conjuration Casanova (2006)
Заговорът „Казанова“, изд.: ИК „Милениум“, София (2010), прев. Силвия Колева
3. Le Frère de sang (2007)
Брат по кръв, изд.: ИК „Милениум“, София (2012), прев. Виктория Атанасова
4. La Croix des assassins (2008)
5. Apocalypse (2009)
Апокалипсис, изд.: ИК „Милениум“, София (2011), прев. Гриша Атанасов
6. Lux Tenebrae (2010)
7. Le Septième Templier (2011)
8. Le Temple noir (2012)
9. Le Règne des Illuminati (2014)
10. L'Empire du Graal (2016)

### Сборници
- L'empreinte sanglante (2009) – с Рафаел Кардети, Максим Шатам, Оливие Дескозе, Карин Жибе, Лоран Скализи и Франк Тилие

### Документалистика
- Yves Bonnefoy (1998)
- Poésie et Politique (2002)
- Le Symbole Retrouvé: Dan Brown et le Mystère Maçonnique (2009) – с Ерик Джакомети, за романа на Дан Браун „Изгубеният символ“

#### Серия „Маркиз дьо Сад“ (Sade)
- Les Sept vies du Marquis (2014)
- Lettres d'une vie (2014)

### Екранизации
- 2016 La mémoire volée des francs-maçons – документален